# Max zu Solms

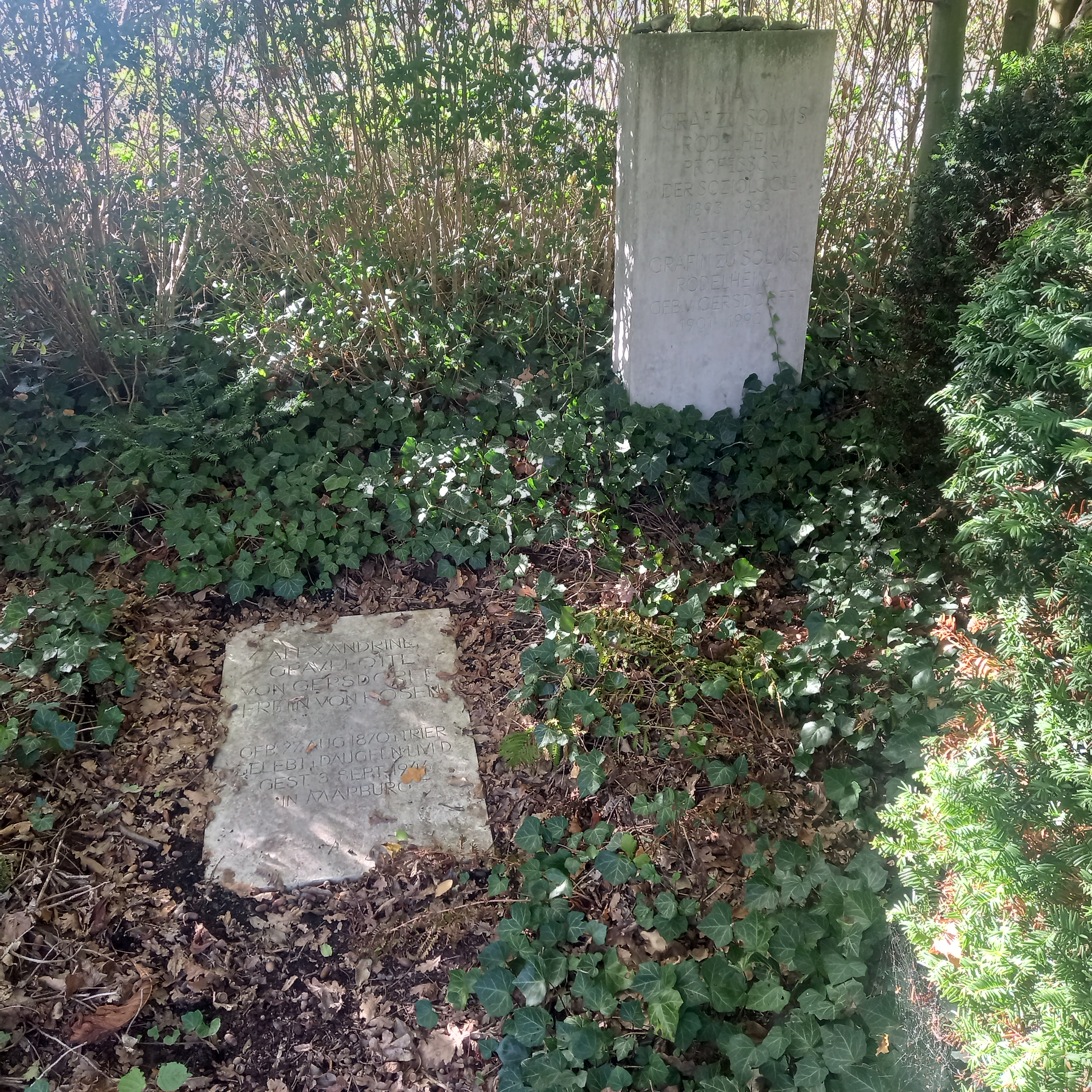
Das Grab von Max zu Solms und seiner Ehefrau Freda geborene von Gersdorff auf dem Hauptfriedhof Marburg

Max Graf zu Solms (so als Autor), mit vollem Namen Maximilian Ludwig Graf zu Solms-Rödelheim und Assenheim (* 24. September 1893 auf Schloss Assenheim in der Wetterau, Hessen; † 2. September 1968 in Marburg) war ein deutscher Soziologe. Er war als Mäzen des Forscherheims Assenheim im soziologischen Netzwerk der Weimarer Republik wirksam. Nach dem Zweiten Weltkrieg legte er mit der Gesellungslehre eine geschlossene Theorie vor, die sich aber nicht durchsetzte und in Vergessenheit geriet.

## Leben
Geboren wurde er als ältestes Kind des Grafen Franz zu Solms-Rödelheim und Assenheim (1864–1923) und dessen Frau Anastasia von Pappenheim (1863–1904). Das ab 1904 mutterlose und einzelgängerische Kind legte 1913 auf dem Gymnasium in Friedberg die Abiturprüfung ab. Solms begann 1913 in Heidelberg ein Jurastudium (Eintritt in das feudale Corps Saxo-Borussia – nach einem Semester wieder Austritt) und setzte es 1914 in München fort, in dieser Zeit mit dem ihn beklemmenden Versuch, den Standeserwartungen seiner Familie zu folgen. Mit Ausbruch des Ersten Weltkrieges meldete er sich freiwillig, machte als Feldoffizier die blutigen Anfangsschlachten in Flandern mit, was ihn lebenslang traumatisieren sollte, war dann Stabsoffizier an der West- und der Ostfront, wurde 1918 demobilisiert und wirkte ein halbes Jahr an der deutschen Gesandtschaft in Den Haag als Militärattaché.
1920 nahm er das Studium, nunmehr der Geschichte und Nationalökonomie, in Marburg wieder auf und setzte es 1921–23 in München fort (Geschichte, Wirtschaftsgeschichte). Von Leopold von Wiese wurde er zur sich erstmals an deutschen Universitäten etablierenden Soziologie gelenkt. 1922 heiratete er Viktoria Prinzessin zu Leiningen. Dieser Ehe entstammte der Sohn Markwart (1925–1976). Nach dem Tod seines Vaters im Februar 1923 hatte Max zu Solms die Familiengüter zu übernehmen. Im selben Monat starb auch seine 1866 geborene Stiefmutter Jenny geb. Gräfin zu Castell-Castell.
Er blieb aber wissenschaftlich orientiert und gründete als anwendender Soziologe zu Gunsten seiner Disziplin 1924 das „Forscherheim Assenheim“, eines der ersten Gelehrtenkollegs in Deutschland, das er dann bis 1932 finanziell aufrechtzuerhalten vermochte. 1927 wurde er in Kiel bei seinem Mentor Ferdinand Tönnies zum Dr. phil. promoviert (Diss. Gestalt und Gerüst der Menschenwelt, erweiterte Drucklegung 1929 als Bau und Gliederung der Menschengruppen, Teil I). Er publizierte weiter und habilitierte sich 1932 in Marburg für Soziologie (Habil. Führerbestellung. Bau und Gliederung der Menschengruppen, Teil II). Nach der Scheidung von seiner ersten Frau 1937 heiratete er im gleichen Jahr Freda Elisabeth Benedikte von Gersdorff (aus dieser Ehe der zweite Sohn Johann Georg Graf zu Solms-Rödelheim und Assenheim * 1938) und lebte und lehrte in Marburg, wo er 1941 sogar (laut NS-Gaudozentenführer als „harmlos“) „außerplanmäßiger Professor“ wurde.
Im Juli 1944 publizierte er, der ansonsten seit 1933 keine Texte veröffentlicht hatte, in der NSDAP-Zeitung Hamburger Tageblatt den Aufsatz Formen des zwischenmenschlichen Lebens. Soziologie als exakte Fachwissenschaft. Bereits zwei Monate vorher hatte der aus gesundheitlichen Gründen emeritierte Andreas Walther unter anderem auch Solms als seinen Nachfolger für den Soziologie-Lehrstuhl der Universität Hamburg vorgeschlagen.
1946 gehörte er zu den Neubegründern der Deutschen Gesellschaft für Soziologie, deren ersten Nachkriegsvorstand er gemeinsam mit dem Präsidenten Leopold von Wiese und Christian Eckert, Georg Jahn sowie Hans Lorenz Stoltenberg bildete. 1947 gab er als erster deutscher Soziologe nach dem Zweiten Weltkrieg Texte von Max Weber heraus 1949 erhielt er sein erstes besoldetes Staatsamt als Diätendozent. Bis zu seinem Eintritt in den Ruhestand 1958 leitete er kommissarisch das Institut für Soziologie seiner Universität; er hinterließ dort seine Bibliothek und sein Archiv, als er am 2. September 1968 mit 74 Jahren in Marburg starb.

## Gesellungslehre
In den frühen Jahren der deutschen Nachkriegssoziologie wurden zwei geschlossene Theoriegebäude präsentiert, die Beziehungslehre von Leopold von Wiese und die Gesellungslehre von Max Graf zu Solms. Beide sind heute kaum noch bekannt. Solms hatte seine Theorie während der NS-Herrschaft aus Vorstudien erarbeitet aber nicht publiziert. 1946 stellte er sie auf dem 8. Deutschen Soziologentag vor, zehn Jahre später erschien dann sein Hauptwerk Analytische Gesellungslehre. Darin stellt Solms nach ausführlicher Abhandlung der anthropologischen und psychologischen „Vorgegebenheiten“ seines Entwurfs die Gefügelehre und die Gerüstlehre vor. Die Gefügelehre beleuchtet den historisch und kulturübergreifenden gleichbleibenden Charakter zwischenmenschlicher Situationen. Sie enthält unter dem Stichwort Führerbestellung Elemente einer Elitesoziologie. Die Gerüstlehre wird von Solms als Formalsoziologie bezeichnet. Gerüst bedeutet dabei das gleichförmig ablaufende oder sich aus Sachgründen wandelnde Miteinander von Menschen.
Johannes Weyer charakterisiert Solms' Theorie als formalistisch, wobei die formale Ordnung der Tatbestände möglichst vollständig erfasst wird, womit die Soziologie im Gegensatz zur Sozialphilosophie auf eine wissenschaftliche Grundlage gestellt werden sollte. Solche an sich wertfreie Wissenschaft sei bei Solms der menschengerechten Veränderung der Gesellschaft verpflichtet. Das führe aber automatisch zu Widersprüchen, solange Soziologie ihren Gegenstand rein formal oder formalistisch definiere.

## Schriften (Auswahl)
- Fürwirkende Schichten. In: Kölner Vierteljahrshefte für Soziologie, 1924, 4. Jg., S. 140–153.
- Gestalt und Gerüst der Menschenwelt, Universität Kiel, Dissertationsschrift 1927.
- Bau und Gliederung der Menschengruppen, Teil I, Braun, Karlsruhe 1929.
- Führerbestellung. Bau und Gliederung der Menschengruppen, Teil II, Buske, Leipzig 1932.
- Eliten. In: Kölner Vierteljahrshefte für Soziologie, 1932/33, 11. Jg., S. 182–193.
- Der Begriff der Revolution, In: Archiv für angewandte Soziologie, 1932/33, 5. Jg., S. 1–14.
- 1933/34: Die Breiten- und Tiefenwirkungen von Revolutionen, In: Kölner Vierteljahrshefte für Soziologie, 1933/34, 12. Jg., S. 232–237.
- Kritik der Nationalismen. Sozialismus und Freiheit,  Laupp, Tübingen 1947.
- Die Gesellungslehre und das Problem der menschlichen Persönlichkeit, In: Festgabe für Leopold von Wiese aus Anlaß seines 70. Geburtstages. Internationaler Universum-Verlag,  Mainz 1948.
- Sozialwissenschaften als Lehrgegenstand an deutschen Schulen. In: Kölner Zeitschrift für Soziologie und Sozialpsychologie Jg. 2 (1950), H. 1, S. 78–83.
- Persönlichkeitsentfaltung und Erziehung auf solidarischer Grundlage, In: Beiträge zur Gesellungs- und Völkerwissenschaft. Festschrift zum 80. Geburtstag von Prof. Richard Thurnwald. Mann, Berlin 1950, S. 318–324.
- Geistesgeschichtliche und soziologische Betrachtungen über das Stilproblem. In: studium generale 7, 1954, Heft 10, S. 590–603.
- Analytische Gesellungslehre. Mohr (Siebeck), Tübingen 1956.
- Ein Lebensgang: Briefe, Selbstzeugnisse, Berichte. Herausgegeben von Freda Gräfin zu Solms unter Mitarbeit von Irmgard Foerster, Elwert, Marburg 1982, ISBN 3-7708-0731-6.